# Ivan Petkov
Ivan Petkov, född 18 oktober 1976 i Plovdiv i Bulgarien, är en volleybolltränare (på damsidan). 
Petkov spelade som ung volleyboll med Lokomotiv Plovdiv, men tvingades avbryta sin spelarkarriär på grund av skada. Istället började han 28 år gammal som tränare hos VK Maritsa. Han var först ungdomstränare, men tog senare över seniorlaget och ledde dem till sex bulgariska mästerskap, vilka var de första i klubbens historia. Han lämnade klubben 2020 för att istället bli tränare för SK Prometej.
För landslag började Petkov, som på klubbnivån, med uppdrag för ungdomslagen och i en assisterande roll innan han 2018 tog över som förbundskapten för Bulgariens seniorlandslag. Han höll den posten till 2021. Sedan 2022 är han förbundskapten för Ukrainas seniorlandslag.